# Braunsberg (Gemeinde Weitensfeld im Gurktal)
Braunsberg ist eine Ortschaft in der Gemeinde Weitensfeld im Gurktal im Bezirk Sankt Veit an der Glan in Kärnten. Die Ortschaft hat 39 Einwohner (Stand 1. Jänner 2024).

## Lage

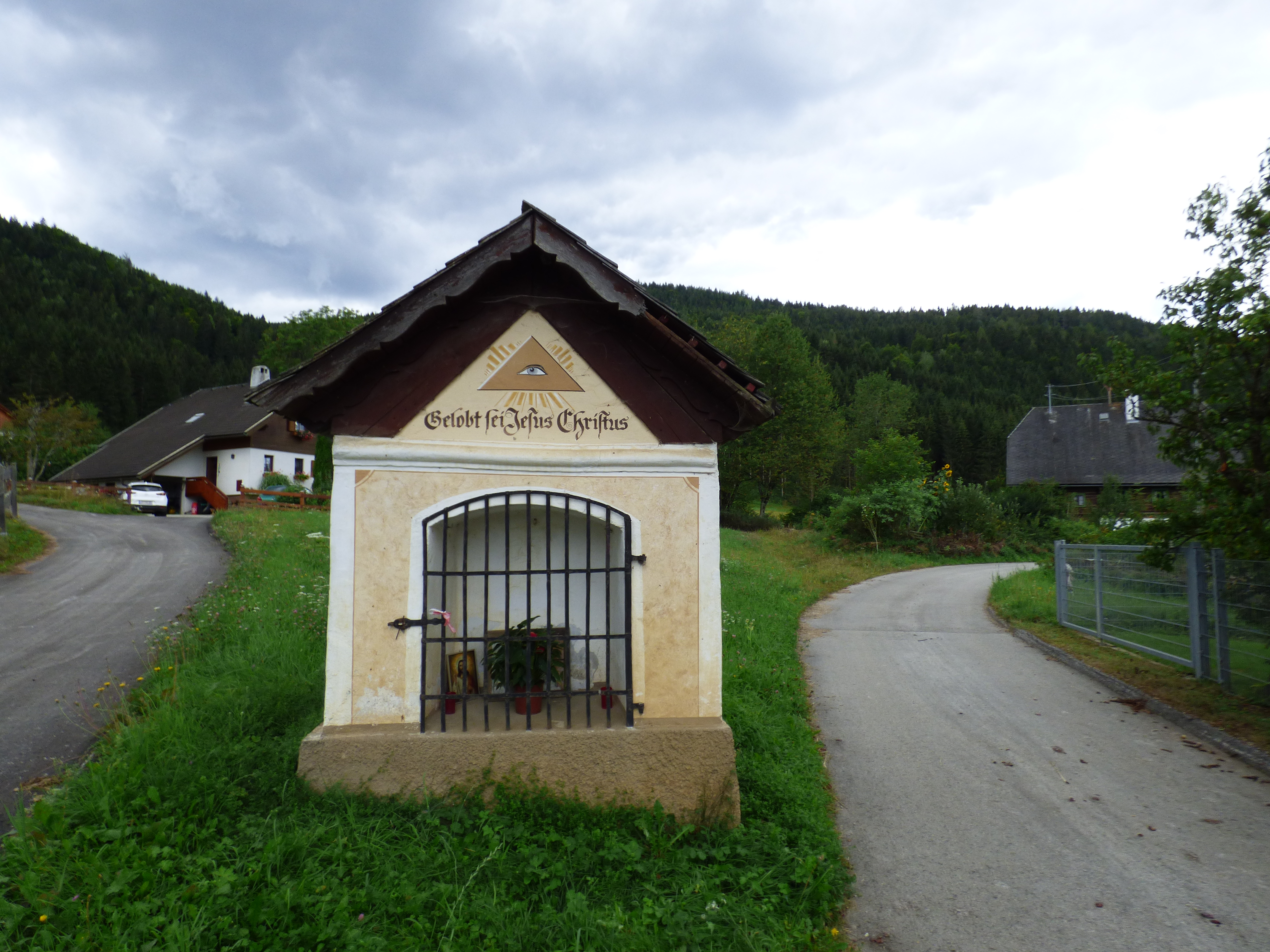
Bildstock in Braunsberg

Braunsberg liegt im Gurktal, im Westen der Gemeinde Weitensfeld, auf dem Gebiet der Katastralgemeinde Braunsberg, auf einem Plateau rechts oberhalb der Gurk bzw. am nördlichen Fuß des Zammelsbergs. 
Den Kern der Ortschaft bildet ein Dorf bestehend aus den Häusern Bacher (Nr. 4), Maierbauer (Nr. 6), Schmied (Nr. 7) sowie mehreren Häusern ohne Vulgonamen (Nr. 5, 8, 9, 10, 15, 16, 18, 19). Etwa 500 m westlich davon liegen die Häuser Blutkeusche (Nr. 11) und Gugler (Nr. 17); etwa 1 km nordöstlich des Dorfs befinden sich verstreut die Häuser Unterfressenfelder (Nr. 1 und 12), Oberfressenfelder (Nr. 3) und Pichler (Nr. 14). Nummer 2 wurde für ein Objekt auf halber Höhe zwischen dem Ort und Zammelsberg vergeben.
500 m südöstlich oberhalb des Dorfs ist im Wald der Burghügel Braunsberg, im Volksmund Schlossbichl genannt, erkennbar.

## Geschichte

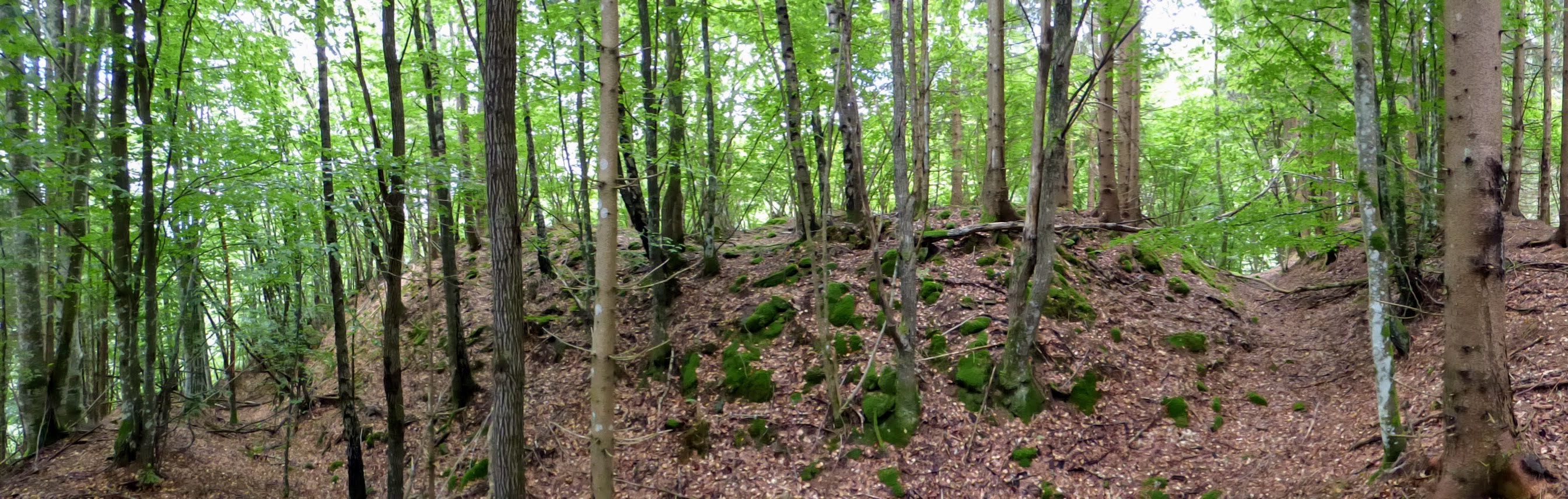
Burghügel Braunsberg

Fressenfeld wird 1162 als Uresenuelt genannt, 1260 als Fresenvuelt.
Braunsberg wird 1258 als Brunek genannt, 1260 als Pruneke, 1362 als Prounsberch; der Name bedeutet Berg des Bruno.
Die Burg Braunsberg aus dem 12. oder 13. Jahrhundert wurde der Sage nach durch Margarete Maultasch im 14. Jahrhundert zerstört. Im 16. und 17. Jahrhundert wird ein Schloss an der Stelle der ehemaligen Burg genannt.
Bei Gründung der Ortsgemeinden Mitte des 19. Jahrhunderts kam Braunsberg an die Gemeinde Weitensfeld.
Bei der Kärntner Gemeindestrukturreform von 1973 kam Braunsberg an die damals neu errichtete Gemeinde Weitensfeld-Flattnitz, bei deren Auflösung 1991 wieder zur Gemeinde Weitensfeld im Gurktal.

## Bevölkerungsentwicklung
Für die Ortschaft ermittelte man folgende Einwohnerzahlen:
- 1869: 11 Häuser, 83 Einwohner[4]
- 1880: 11 Häuser, 87 Einwohner[5]
- 1890: 11 Häuser, 83 Einwohner[6]
- 1900: 10 Häuser, 63 Einwohner[7]
- 1910: 10 Häuser, 79 Einwohner[8]
- 1923: 11 Häuser, 77 Einwohner[9]
- 1934: 77 Einwohner[10]
- 1961: 11 Häuser, 50 Einwohner[11]
- 2001: 14 Gebäude (davon 13 mit Hauptwohnsitz) mit 14 Wohnungen; 42 Einwohner und 3 Nebenwohnsitzfälle; 13 Haushalte; 1 Arbeitsstätte, 7 land- und forstwirtschaftliche Betriebe[12]
- 2011: 17 Gebäude, 51 Einwohner, 19 Haushalte, 1 Arbeitsstätte[13]
- 2021: 16 Gebäude, 40 Einwohner, 15 Haushalte, 6 Arbeitsstätten[14]